# Championnats du monde juniors de combiné nordique
Le Championnat du monde juniors de combiné nordique est organisé tous les ans depuis 1968. De tous les Championnats du monde juniors de ski nordique, celui-ci est le plus ancien, avant ceux de saut à ski, qui ont débuté en 1979, et ceux de ski de fond, en 1990.
De nombreux médaillés des championnats du monde junior sont devenus par la suite médaillés olympiques ou champions du monde. Parmi ceux-ci, Jason Lamy-Chappuis, Alessandro Pittin, Magnus Moan, Samppa Lajunen, Felix Gottwald, Björn Kircheisen ou Eric Frenzel.
L'édition 2019 se déroule à Lahti en Finlande, l'édition 2020 à Oberwiesenthal en Allemagne et l'édition 2021 à Wisła en Pologne.

## Femmes

### Palmarès par année
Il y eut, lors des Championnats du monde junior de ski nordique 2018, une course féminine ayant valeur de test. Elle fut remportée par l'Allemand Jenny Nowak devant sa compatriote Anna Jäkle. La Russe Anastasia Goncharova complétait le podium.
| Année | Site           | Épreuve                                   | Médaille d'or, monde | Médaille d'argent, monde | Médaille de bronze, monde |
| 2019  | Lahti          | Gundersen individuel tremplin normal/5 km | Ayane Miyazaki       | Gyda Westvold Hansen     | Anju Nakamura             |
| 2020  | Oberwiesenthal | Gundersen individuel tremplin normal/5 km | Jenny Nowak          | Gyda Westvold Hansen     | Lisa Hirner               |
| 2021  | Lahti          | Gundersen individuel tremplin normal/5 km | Gyda Westvold Hansen | Marte Leinan Lund        | Lisa Hirner               |
| 2022  | Zakopane       | Gundersen individuel tremplin normal/5 km | Annika Sieff         | Haruka Kasai             | Nathalie Armbruster       |

## Épreuves mixtes

### Palmarès par année
| Année | Site           | Épreuve                                                   | Médaille d'or, monde                                                                           | Médaille d'argent, monde                                                               | Médaille de bronze, monde                                                           |
| 2020  | Oberwiesenthal | Épreuve par équipes tremplin normal/2 x 2,5 km + 2 x 5 km | Norvège - Sebastian Østvold (no) - Marte Leinan Lund - Gyda Westvold Hansen - Andreas Skoglund | Allemagne - Christian Frank - Maria Gerboth - Jenny Nowak - David Mach                 | Japon - Daimatsu Takehana (de) - Ayane Miyazaki - Anju Nakamura - Kodai Kimura (de) |
| 2021  | Lahti          | Épreuve par équipes tremplin normal/4 x 3,75 km           | Norvège - Eidar Johan Strøm - Marte Leinan Lund - Gyda Westvold Hansen - Andreas Skoglund      | Autriche - Manuel Einkemmer (de) - Lisa Hirner - Sigrun Kleinrath - Stefan Rettenegger | Italie - Iacopo Bortolas - Annika Sieff - Daniela Dejori - Domenico Mariotti        |
| 2022  | Zakopane       | Épreuve par équipes tremplin normal/2 x 2,5 km + 2 x 5 km | Allemagne - Simon Mach - Jenny Nowak - Nathalie Armbruster - Tristan Sommerfeldt               | Italie - Stefano Radovan - Annika Sieff - Daniela Dejori - Iacopo Bortolas             | Autriche - Samuel Lev - Lisa Hirner - Annalena Slamik - Stefan Rettenegger          |

## Hommes

### Palmarès par année
| Année | Site             | Épreuve                             | Médaille d'or, monde                                                                                   | Médaille d'argent, monde                                                                         | Médaille de bronze, monde                                                                            |
| 1968  | Les Rousses      | Gundersen individuel (15 km)        | Rauno Miettinen                                                                                        | Ingo Scheibenhof                                                                                 | Witlof Hoffmann                                                                                      |
| 1969  | Bollnäs          | Gundersen individuel (15 km)        | Rauno Miettinen                                                                                        | Anatoli Popov                                                                                    | Witlof Hoffmann                                                                                      |
| 1970  | Gosau            | Gundersen individuel (15 km)        | Günter Deckert                                                                                         | Hans Hartleb                                                                                     | Frank Böhm                                                                                           |
| 1971  | Nesselwang       | Gundersen individuel (15 km)        | Ulrich Wehling                                                                                         | Jan Legierski (pl)                                                                               | Anatoli Khaigonen                                                                                    |
| 1972  | Tarvisio         | Gundersen individuel (15 km)        | Farit Zakirov                                                                                          | Jan Legierski (pl)                                                                               | Andrzej Staszel                                                                                      |
| 1973  | Toksovo          | Gundersen individuel (15 km)        | Paal Schjetne                                                                                          | Stanisław Kawulok                                                                                | Urban Hettich                                                                                        |
| 1974  | Autrans          | Gundersen individuel (15 km)        | Konrad Winkler                                                                                         | Tom Sandberg                                                                                     | Arnfinn Henden                                                                                       |
| 1975  | Lieto            | Gundersen individuel (15 km)        | Tom Sandberg                                                                                           | Konrad Winkler                                                                                   | Juri Voronin                                                                                         |
| 1976  | Liberec          | Gundersen individuel (15 km)        | Gunter Schmieder                                                                                       | Vladimir Vedral                                                                                  | Andrzej Zarycki                                                                                      |
| 1977  | Sainte-Croix     | Gundersen individuel (15 km)        | Gunter Schmieder                                                                                       | Fjodor Koltschin                                                                                 | Uwe Dotzauer                                                                                         |
| 1978  | Murau            | Gundersen individuel (15 km)        | Hermann Weinbuch                                                                                       | Andreas Fleischmann                                                                              | Uwe Dotzauer                                                                                         |
| 1979  | Mont Sainte-Anne | Gundersen individuel (15 km)        | Hermann Weinbuch                                                                                       | Martin Schartel                                                                                  | Hubert Schwarz                                                                                       |
| 1980  | Örnsköldsvik     | Gundersen individuel (15 km)        | Hubert Schwarz                                                                                         | Sergueï Orljanski                                                                                | Lothar Hopf                                                                                          |
| 1981  | Schonach         | Gundersen individuel (15 km)        | Bernd Blechschmidt                                                                                     | Sergueï Shorikov                                                                                 | Thomas Müller                                                                                        |
| 1982  | Murau            | Gundersen individuel (15 km)        | Knut Leo Abrahamsen                                                                                    | Andrej Simanov                                                                                   | Sergueï Bondar                                                                                       |
| 1983  | Kuopio           | Gundersen individuel (15 km)        | Heiko Hunger                                                                                           | Geir Andersen                                                                                    | Oliver Warg                                                                                          |
| 1984  | Trondheim        | Gundersen individuel (15 km)        | Geir Andersen                                                                                          | John Riiber                                                                                      | Klaus Sulzenbacher                                                                                   |
| 1984  | Trondheim        | Par équipes (3 × 10 km)             | Allemagne de l'Est - Wagler - Heiko Hunger - Silvio Memm                                               | Norvège - Selbekk - John Riiber - Trond-Arne Bredesen                                            | Union soviétique - Terentjev - Allar Levandi - Sergueï Savialov                                      |
| 1985  | Randa            | Gundersen individuel (15 km)        | Sergueï Nikiforov                                                                                      | Hans-Peter Pohl                                                                                  | Jyri Pelkonen                                                                                        |
| 1985  | Randa            | Par équipes (3 × 10 km)             | Union soviétique - Allar Levandi - Sergueï Nikiforov - Sergueï Savialov                                | Norvège - John Riiber - Trond-Arne Bredesen - Geir Andersen                                      | Tchécoslovaquie - Pitonak - František Repka - Michal Pustejowski                                     |
| 1986  | Lake Placid      | Gundersen individuel (15 km)        | Andrej Dundukov                                                                                        | Günther Csar                                                                                     | František Repka                                                                                      |
| 1986  | Lake Placid      | Par équipes (3 × 10 km)             | Norvège - Trond-Arne Bredesen - Arne Orderløkken - J. Andersen                                         | Union soviétique - Vassili Savin - Andreï Dundukov - Sergueï Nikiforov                           | Allemagne de l'Ouest - Roland Schmidt - Thomas Donaubauer - Udo Laber                                |
| 1987  | Asiago           | Gundersen individuel (15 km)        | Thomas Prenzel                                                                                         | Trond-Arne Bredesen                                                                              | Marko Frank                                                                                          |
| 1987  | Asiago           | Par équipes (3 × 10 km)             | Allemagne de l'Est - Thomas Abratis - Marko Frank - Thomas Prenzel                                     | Norvège - Trond-Arne Bredesen - J. Andersen - Bård Jørgen Elden                                  | Tchécoslovaquie - Patras - Michal Pustejowski - František Repka                                      |
| 1988  | Saalfelden       | Gundersen individuel (15 km)        | Radomír Skopek                                                                                         | Francis Repellin                                                                                 | Bård Jørgen Elden                                                                                    |
| 1988  | Saalfelden       | Par équipes (3 × 10 km)             | Norvège - Trond Einar Elden - Bård Jørgen Elden - J. Andersen                                          | Tchécoslovaquie - Radomír Skopek - František Maka - Michal Pustejowski                           | Union soviétique - Ago Markvardt - Vassili Sarafanov - Azarkin                                       |
| 1989  | Vang             | Gundersen individuel (15 km)        | Trond Einar Elden                                                                                      | Francis Repellin                                                                                 | Ago Markvardt                                                                                        |
| 1989  | Vang             | Par équipes (3 × 10 km)             | Norvège - Frode Moen - Fred Børre Lundberg - Trond Einar Elden                                         | France - Jean-Pierre Bohard - Xavier Girard - Francis Repellin                                   | Union soviétique - Ago Markvardt - Erkhaler - Sergueï Schwagirev                                     |
| 1990  | Štrbské Pleso    | Gundersen individuel (15 km)        | Trond Einar Elden                                                                                      | Falk Schwaar                                                                                     | Christophe Borello                                                                                   |
| 1990  | Štrbské Pleso    | Par équipes (3 × 10 km)             | Norvège - Halldor Skard - Bjarte Engen Vik - Trond Einar Elden                                         | Tchécoslovaquie - Milan Kučera - Jiri Hradil - David Šojat                                       | Allemagne de l'Est - Enrico Heisig - Falk Schwaar - Falk Weber                                       |
| 1991  | Reit im Winkl    | Gundersen individuel (15 km)        | Milan Kučera                                                                                           | Jiri Hradil                                                                                      | Markus Wüst                                                                                          |
| 1991  | Reit im Winkl    | Par équipes (3 × 10 km)             | Tchécoslovaquie - Milan Kučera - Zbyněk Pánek - Jiri Hradil                                            | Norvège - Henrik Brørs (pl) - E. Chiodera - Halldor Skard                                        | Union soviétique - Valeri Stoliarov - Gluchov - Alexeï Gachuokov                                     |
| 1992  | Vuokatti         | Gundersen individuel (15 km)        | Halldor Skard                                                                                          | Teemu Summanen                                                                                   | Jens Deimel                                                                                          |
| 1992  | Vuokatti         | Par équipes (3 × 10 km)             | Norvège - Glenn Skram - Thomas Vesteraas - Halldor Skard                                               | Allemagne - Jens Deimel - Christian Dold - Christoph Braun                                       | France - Jérôme Ziglioli - Étienne Gouy - Frédéric Baud                                              |
| 1993  | Harrachov        | Gundersen individuel (15 km)        | Knut Borge Andersen                                                                                    | Christoph Eugen                                                                                  | Gard Myhre                                                                                           |
| 1993  | Harrachov        | Par équipes (3 × 10 km)             | Norvège - Knut Borge Andersen - Gard Myhre - Halldor Skard                                             | Autriche - Jürgen Bär - Christoph Eugen - Felix Gottwald                                         | Allemagne - Christoph Braun - Sepp Buchner - Markus Görtz                                            |
| 1994  | Breitenwang      | Gundersen individuel (15 km)        | Mario Stecher                                                                                          | Milan Kučera                                                                                     | Tapio Nurmela                                                                                        |
| 1994  | Breitenwang      | Par équipes (3 × 5 km)              | Norvège - Kenneth Braaten - Jermund Lunder - Glenn Skram                                               | Finlande - Topi Sarparanta - Simo Jaeaeskelainen - Hannu Manninen                                | Autriche - Christoph Eugen - Mario Stecher - Felix Gottwald                                          |
| 1995  | Gällivare        | Gundersen individuel (15 km)        | Hannu Manninen                                                                                         | Mario Stecher                                                                                    | Felix Gottwald                                                                                       |
| 1995  | Gällivare        | Par équipes (3 × 5 km)              | Autriche - Jürgen Bär - Felix Gottwald - Mario Stecher                                                 | Tchéquie - Marek Fiurášek (en) - Ladislav Rygl - Petr Šmejc (cs)                                 | Norvège - Jacob Gunnes - Kristian Hammer - Jermund Lunder                                            |
| 1996  | Asiago           | Gundersen individuel (15 km)        | Todd Lodwick                                                                                           | Hannu Manninen                                                                                   | Felix Gottwald                                                                                       |
| 1996  | Asiago           | Par équipes (3 × 5 km)              | Norvège - Sverre Rotevatn - Preben Fjære Brynemo - Kristian Hammer                                     | France - Ludovic Roux - Jean-Marc Mougel - Nicolas Bal                                           | Slovénie - Igor Cuznar - Rolando Kaligaro - Roman Perko                                              |
| 1997  | Canmore          | Gundersen individuel (10 km)        | Roman Perko                                                                                            | Andreas Hartmann                                                                                 | Ludovic Roux                                                                                         |
| 1997  | Canmore          | Par équipes (3 × 5 km)              | France - Ludovic Roux - Rémy Trachsel - Nicolas Bal                                                    | Allemagne - Jens Gaiser - Georg Hettich - Ronny Ackermann                                        | Autriche - Michael Gruber - David Kreiner - Christoph Bieler                                         |
| 1998  | Saint-Moritz     | Gundersen individuel (10 km)        | Hannu Manninen                                                                                         | Samppa Lajunen                                                                                   | David Kreiner                                                                                        |
| 1998  | Saint-Moritz     | Par équipes (4 × 5 km)              | Finlande - Mikko Keskinarkaus - Jaakko Tallus - Samppa Lajunen - Hannu Manninen                        | Slovénie - Gorazd Robnik - Jure Kosmac - Marko Šimić - Igor Cuznar                               | Suisse - Christoph Engel - Lucas Vonlanthen - Roger Kamber - Andreas Hartmann                        |
| 1999  | Saalfelden       | Gundersen individuel (10 km)        | Samppa Lajunen                                                                                         | Jouni Kaitainen                                                                                  | Andreas Hartmann                                                                                     |
| 1999  | Saalfelden       | Par équipes (4 × 5 km)              | États-Unis - Carl Van Loan - Johnny Spillane - Jed Hinkley - Bill Demong                               | Suisse - Ronny Heer - Pascal Meinherz - Lucas Vonlanthen - Andreas Hartmann                      | France - Kevin Arnould - Julien Marchandise - Baptiste Rousset - Ludovic Roux                        |
| 2000  | Štrbské Pleso    | Gundersen individuel (10 km)        | Alexeï Zvetkov                                                                                         | Marco Baacke                                                                                     | Kevin Arnould                                                                                        |
| 2000  | Štrbské Pleso    | Sprint individuel (5 km)            | Petter Kukkonen                                                                                        | Marco Baacke                                                                                     | David Kreiner                                                                                        |
| 2000  | Štrbské Pleso    | Par équipes (4 × 5 km)              | Finlande - Jaakko Tallus - Petter Kukkonen - Jari Hiukka - Jouni Kaitainen                             | États-Unis - John Spillane - Bill Demong - Jed Hinkley - Carl Van Loan                           | Autriche - David Kreiner - Florian Aichinger - Bernhard Gruber - Wilhelm Denifl                      |
| 2001  | Karpacz          | Gundersen individuel (10 km)        | Norihito Kobayashi                                                                                     | Jaakko Tallus                                                                                    | David Kreiner                                                                                        |
| 2001  | Karpacz          | Sprint individuel (5 km)            | David Kreiner                                                                                          | Jaakko Tallus                                                                                    | Norihito Kobayashi                                                                                   |
| 2001  | Karpacz          | Par équipes (4 × 5 km)              | Allemagne - Matthias Mehringer - Marc Frey - Björn Kircheisen - Matthias Menz                          | Finlande - Ville Suikkanen - Petter Kukkonen - Jaakko Tallus - Jari Hiukka                       | Slovénie - Gregor Verbajs - Andrej Jezeršek - Anze Brankovic - Marko Šimić                           |
| 2002  | Schonach         | Gundersen individuel (10 km)        | Björn Kircheisen                                                                                       | Alex Glueck                                                                                      | Nathan Gerhart                                                                                       |
| 2002  | Schonach         | Sprint individuel (5 km)            | Épreuve annulée                                                                                        | Épreuve annulée                                                                                  | Épreuve annulée                                                                                      |
| 2002  | Schonach         | Par équipes (4 × 5 km)              | Allemagne - Florian Schillinger - Tino Edelmann - Christian Beetz - Björn Kircheisen                   | France - Maxime Laheurte - Mathieu Martinez - François Braud - Sébastien Lacroix                 | Norvège - Jo-Wesche Fossheim - Magnus Moan - Mathias Østvik - Petter Tande                           |
| 2003  | Sollefteå        | Gundersen individuel (10 km)        | Björn Kircheisen                                                                                       | Sébastien Lacroix                                                                                | Petter Tande                                                                                         |
| 2003  | Sollefteå        | Sprint individuel (5 km)            | Björn Kircheisen                                                                                       | David Zauner                                                                                     | Petter Tande                                                                                         |
| 2003  | Sollefteå        | Par équipes (4 × 5 km)              | Allemagne - Christian Beetz - Marco Kuehne - Tino Edelmann - Björn Kircheisen                          | Norvège - Magnus Moan - Petter Tande - Jon-Richard Rundsveen - Mikko Kokslien                    | France - Maxime Laheurte - Sébastien Lacroix - François Braud - Jason Lamy-Chappuis                  |
| 2004  | Stryn            | Gundersen individuel (10 km)        | Petter Tande                                                                                           | Tino Edelmann                                                                                    | David Zauner                                                                                         |
| 2004  | Stryn            | Sprint individuel (7,5 km)          | Petter Tande                                                                                           | Tino Edelmann                                                                                    | Anssi Koivuranta                                                                                     |
| 2004  | Stryn            | Par équipes (4 × 5 km)              | Norvège - Einar Uvsløkk - Mikko Kokslien - Jon-Richard Rundsveen - Petter Tande                        | Allemagne - Christian Ulmer - Christian Beetz - Florian Schillinger - Tino Edelmann              | Autriche - Michael Palli - Lukas Klapfer - Benjamin Kreiner - David Zauner                           |
| 2005  | Rovaniemi        | Gundersen individuel (10 km)        | Petter Tande                                                                                           | Tino Edelmann                                                                                    | Anssi Koivuranta                                                                                     |
| 2005  | Rovaniemi        | Sprint individuel (5 km)            | Petter Tande                                                                                           | Florian Schillinger                                                                              | Tino Edelmann                                                                                        |
| 2005  | Rovaniemi        | Par équipes (4 × 5 km)              | Allemagne - Steffen Tepel - Tom Beetz - Florian Schillinger - Tino Edelmann                            | France - Maxime Boillot - Maxime Laheurte - François Braud - Jason Lamy-Chappuis                 | Tchéquie - Martin Skopek - Petr Kutal - Miroslav Dvorak - Aleš Vodseďálek                            |
| 2006  | Kranj            | Gundersen individuel (10 km)        | François Braud                                                                                         | Tom Beetz                                                                                        | Miroslav Dvorak                                                                                      |
| 2006  | Kranj            | Sprint individuel (5 km)            | Tom Beetz                                                                                              | Akito Watabe                                                                                     | Miroslav Dvorak                                                                                      |
| 2006  | Kranj            | Par équipes (4 × 5 km)              | Allemagne - Toni Englert - Ruben Welde - Stefan Tuss - Tom Beetz                                       | Autriche - Tomaz Druml - Tobias Kammerlander - Marco Pichlmayer - Alfred Rainer                  | Norvège - Jonas Nermoen - Joakim Klaussen Aakvik - Torkild Rasmussen Aam - Thomas Kjelbotn           |
| 2007  | Tarvisio         | Gundersen individuel (10 km)        | Anssi Koivuranta                                                                                       | Marco Pichlmayer                                                                                 | Alfred Rainer                                                                                        |
| 2007  | Tarvisio         | Sprint individuel (5 km)            | Eric Frenzel                                                                                           | Anssi Koivuranta                                                                                 | Alfred Rainer                                                                                        |
| 2007  | Tarvisio         | Par équipes (4 × 5 km)              | Autriche - Marco Pichlmayer - Johannes Weiss - Tomaz Druml - Alfred Rainer                             | Allemagne - Sebastian Reuschel - Stefan Tuss - Ruben Welde - Eric Frenzel                        | Norvège - Magnus Krog - Ole Martin Storlien - Glenn Arne Solli - Peder Sandell                       |
| 2008  | Zakopane         | Gundersen individuel (10 km)        | Alessandro Pittin                                                                                      | Tomaz Druml                                                                                      | Janne Ryynaenen                                                                                      |
| 2008  | Zakopane         | Sprint individuel (5 km)            | Tomaz Druml                                                                                            | Tommy Schmid                                                                                     | Alessandro Pittin                                                                                    |
| 2008  | Zakopane         | Par équipes (4 × 5 km)              | Allemagne - Wolfgang Bösl - Markus Förster (pl) - Andreas Günter - Stefan Tuss                         | Autriche - Dominik Dier - Johannes Weiss - Robert Hauser (de) - Tomaz Druml                      | Norvège - Ole Christian Wendel - Truls Sønstehagen Johansen - Per Sannes Heger - Ole Martin Storlien |
| 2009  | Štrbské Pleso    | Gundersen individuel (10 km)        | Alessandro Pittin                                                                                      | Johannes Rydzek                                                                                  | Ole Christian Wendel                                                                                 |
| 2009  | Štrbské Pleso    | Gundersen individuel (5 km)         | Alessandro Pittin                                                                                      | Gudmund Storlien                                                                                 | Fabian Rießle                                                                                        |
| 2009  | Štrbské Pleso    | Par équipes (4 × 5 km)              | Norvège - Thorbjørn Brandt (pl) - Ole Christian Wendel - Gudmund Storlien - Truls Sønstehagen Johansen | France - Geoffrey Lafarge - Wilfried Cailleau - Samuel Guy - Nicolas Martin                      | Allemagne - Fabian Rießle - Michael Dünkel - Wolfgang Bösl - Johannes Rydzek                         |
| 2010  | Hinterzarten     | Gundersen individuel (10 km)        | Ole Christian Wendel                                                                                   | Janis Morweiser                                                                                  | Gudmund Storlien                                                                                     |
| 2010  | Hinterzarten     | Gundersen individuel (5 km)         | Junshiro Kobayashi                                                                                     | Marjan Jelenko                                                                                   | Janis Morweiser                                                                                      |
| 2010  | Hinterzarten     | Par équipes (4 × 5 km)              | Allemagne - Fabian Riessle - Johannes Rydzek - Janis Morweiser - Johannes Firn                         | Norvège - Ole Christian Wendel - Gudmund Storlien - Joergen Graabak - Truls Sønstehagen Johansen | Slovénie - Gasper Berlot - Matic Plaznik - Jože Kamenik - Marjan Jelenko                             |
| 2011  | Otepää           | Gundersen individuel (10 km)        | Johannes Rydzek                                                                                        | Marjan Jelenko                                                                                   | Kaarel Nurmsalu                                                                                      |
| 2011  | Otepää           | Gundersen individuel (5 km)         | Marjan Jelenko                                                                                         | Johannes Rydzek                                                                                  | Kaarel Nurmsalu                                                                                      |
| 2011  | Otepää           | Par équipes (4 × 5 km)              | Épreuve annulée                                                                                        | Épreuve annulée                                                                                  | Épreuve annulée                                                                                      |
| 2012  | Erzurum          | Gundersen individuel (10 km)        | Mattia Runggaldier                                                                                     | Manuel Faisst                                                                                    | Michael Schuller (de)                                                                                |
| 2012  | Erzurum          | Gundersen individuel (5 km)         | Øystein Granbu Lien                                                                                    | Ilkka Herola                                                                                     | Espen Andersen                                                                                       |
| 2012  | Erzurum          | Par équipes (4 × 5 km)              | Autriche- David Pommer - Franz-Josef Rehrl - Alexander Brandner - Philipp Orter                        | Italie - Samuel Costa - Roberto Tomio - Manuel Maierhofer - Mattia Runggaldier                   | Allemagne - Christian Arlt - Tobias Simon - Michael Schuller - Manuel Faisst                         |
| 2013  | Liberec          | Gundersen individuel (10 km)        | Manuel Faißt                                                                                           | David Welde                                                                                      | Han Hendrik Piho                                                                                     |
| 2013  | Liberec          | Gundersen individuel (5 km)         | Manuel Faißt                                                                                           | Théo Hannon                                                                                      | Kristjan Ilves                                                                                       |
| 2013  | Liberec          | Par équipes (4 × 5 km)              | Allemagne- Michael Schuller (de) - Jakob Lange - David Welde - Manuel Faißt                            | Autriche- Franz-Josef Rehrl - Paul Gerstgraser - Thomas Jöbstl - Philipp Orter                   | Japon- Go Yamamoto - Go Sonehara - Shota Horigome - Takehiro Watanabe                                |
| 2014  | Val di Fiemme    | Gundersen individuel (10 km)        | Philipp Orter                                                                                          | Ilkka Herola                                                                                     | David Welde                                                                                          |
| 2014  | Val di Fiemme    | Gundersen individuel (5 km)         | Philipp Orter                                                                                          | David Welde                                                                                      | Martin Fritz                                                                                         |
| 2014  | Val di Fiemme    | Par équipes (4 × 5 km)              | Autriche- Bernhard Flaschberger - Martin Fritz - Fabian Steindl - Philipp Orter                        | Allemagne- Dominik Schwaar - Terence Weber - Jakob Lange - David Welde                           | Norvège- Sindre Pettersen - Jarl Magnus Riiber - Sigmund Kielland - Emil Vilhelmsen                  |
| 2015  | Almaty           | Gundersen individuel (10 km)        | Jarl Magnus Riiber                                                                                     | Paul Gerstgraser                                                                                 | Jakob Lange                                                                                          |
| 2015  | Almaty           | Gundersen individuel (5 km)         | Jarl Magnus Riiber                                                                                     | Jakob Lange                                                                                      | Kristjan Ilves                                                                                       |
| 2015  | Almaty           | Par équipes (4 × 5 km)              | Autriche- Thomas Jöbstl - Bernhard Flaschberger - Noa Mraz - Paul Gerstgraser                          | Allemagne- Philip Mauersberger - Terence Weber - Paul Hanf - Jakob Lange                         | Norvège- Simen Tiller - Harald Johnas Riiber - Jarl Magnus Riiber - Lars Buraas                      |
| 2016  | Râșnov           | Gundersen individuel HS 100 / 10 km | Bernhard Flaschberger                                                                                  | Vinzenz Geiger                                                                                   | Terence Weber                                                                                        |
| 2016  | Râșnov           | Gundersen individuel HS 100 / 5 km  | Tomáš Portyk                                                                                           | Terence Weber                                                                                    | Kristjan Ilves                                                                                       |
| 2016  | Râșnov           | Par équipes HS 100 / 4 × 5 km       | Autriche- Florian Dagn - Noa Mraz - Samuel Mraz (de) - Bernhard Flaschberger                           | Allemagne- Martin Hahn - Tim Kopp - Terence Weber - Vinzenz Geiger                               | Finlande- Wille Karhumaa - Atte Korhonen - Mikko Hulkko - Eero Hirvonen                              |
| 2017  | Park City        | Gundersen individuel HS 100 / 10 km | Arttu Mäkiaho                                                                                          | Mika Vermeulen                                                                                   | Martin Hahn                                                                                          |
| 2017  | Park City        | Gundersen individuel HS 100 / 5 km  | Vinzenz Geiger                                                                                         | Arttu Mäkiaho                                                                                    | Laurent Muhlethaler                                                                                  |
| 2017  | Park City        | Par équipes HS 100 / 4 × 5 km       | Autriche- Samuel Mraz - Marc Luis Rainer - Florian Dagn - Mika Vermeulen                               | France - Lilian Vaxelaire - Laurent Muhlethaler - Theo Rochat - Mael Tyrode                      | Tchéquie - Ondrej Pazout - David Zemek - Jan Vytrval - Lukáš Daněk                                   |
| 2018  | Kandersteg       | Gundersen individuel HS 100 / 10 km | Ondřej Pažout                                                                                          | Einar Lurås Oftebro                                                                              | Ben Loomis                                                                                           |
| 2018  | Kandersteg       | Gundersen individuel HS 100 / 5 km  | Vid Vrhovnik                                                                                           | Dominik Terzer                                                                                   | Jan Vytrval                                                                                          |
| 2018  | Kandersteg       | Par équipes HS 100 / 4 × 5 km       | Autriche- Johannes Lamparter - Florian Dagn - Dominik Terzer - Mika Vermeulen                          | Allemagne - Tim Kopp - Luis Lehnert - Constantin Schnurr - Julian Schmid                         | Norvège - Jens Lurås Oftebro - Simen Kvarstad - Andreas Skoglund - Einar Lurås Oftebro               |
| 2019  | Lahti            | Gundersen individuel HS 100 / 10 km | Johannes Lamparter                                                                                     | Julian Schmid                                                                                    | Andreas Skoglund                                                                                     |
| 2019  | Lahti            | Gundersen individuel HS 100 / 5 km  | Julian Schmid                                                                                          | Johannes Lamparter                                                                               | Jens Lurås Oftebro                                                                                   |
| 2019  | Lahti            | Par équipes HS 100 / 4 × 5 km       | Allemagne- Luis Lehnert - Simon Hüttel - David Mach - Julian Schmid                                    | Norvège- Aleksander Skoglund - Kasper Moen Flatla - Jens Lurås Oftebro - Andreas Skoglund        | Autriche- Florian Dagn - Max Teeling - Johannes Lamparter - Marc Luis Rainer                         |
| 2020  | Oberwiesenthal   | Gundersen individuel HS 105 / 10 km | Jens Lurås Oftebro                                                                                     | Johannes Lamparter                                                                               | Gaël Blondeau                                                                                        |
| 2020  | Oberwiesenthal   | Par équipes HS 105 / 4 × 5 km       | Autriche - Stefan Rettenegger - Thomas Rettenegger - Johannes Lamparter - Fabio Obermeyr               | France - Maël Tyrode - Edgar Vallet - Matteo Baud - Gaël Blondeau                                | Norvège - Emil Ottesen - Marius Solvik - Sebastian Østvold - Andreas Skoglund                        |
| 2021  | Lahti            | Gundersen individuel HS 100 / 10 km | Johannes Lamparter                                                                                     | Matteo Baud                                                                                      | Stefan Rettenegger                                                                                   |
| 2022  | Zakopane         | Gundersen individuel HS 105 / 10 km | Stefan Rettenegger                                                                                     | Perttu Reponen (de)                                                                              | Tristan Sommerfeldt                                                                                  |
| 2022  | Zakopane         | Par équipes HS 105 / 4 × 5 km       | Finlande - Waltteri Karhumaa - Arsi Tietäväinen - Eelis Meriläinen - Perttu Reponen                    | Norvège - Torje Seljeset - Per Einar Skjæret Strømhaug - Sebastian Østvold - Eidar Johan Strøm   | Autriche - Kilian Gütl - Severin Reiter - Paul Walcher - Stefan Rettenegger                          |

### Palmarès par épreuves

#### Palmarès individuel

##### Gundersen depuis 1968 (15kmjusqu'en 1996 puis10kmdepuis 1997)
| Année | Site             | Médaille d'or, monde  | Médaille d'argent, monde | Médaille de bronze, monde |
| 1968  | Les Rousses      | Rauno Miettinen       | Ingo Scheibenhof         | Witlof Hoffmann           |
| 1969  | Bollnäs          | Rauno Miettinen       | Anatoli Popov            | Witlof Hoffmann           |
| 1970  | Gosau            | Günter Deckert        | Hans Hartleb             | Frank Böhm                |
| 1971  | Nesselwang       | Ulrich Wehling        | Jan Legierski (pl)       | Anatoli Khaigonen         |
| 1972  | Tarvisio         | Farit Zakirov         | Jan Legierski (pl)       | Andrzej Staszel           |
| 1973  | Kavgolovo (it)   | Paal Schjetne (en)    | Stanisław Kawulok        | Urban Hettich             |
| 1974  | Autrans          | Konrad Winkler        | Tom Sandberg             | Arnfinn Henden            |
| 1975  | Lieto            | Tom Sandberg          | Konrad Winkler           | Juri Voronin              |
| 1976  | Liberec          | Gunter Schmieder      | Vladimir Vedral          | Andrzej Zarycki           |
| 1977  | Sainte-Croix     | Gunter Schmieder      | Fjodor Koltschin         | Uwe Dotzauer              |
| 1978  | Murau            | Hermann Weinbuch      | Andreas Fleischmann      | Uwe Dotzauer              |
| 1979  | Mont Sainte-Anne | Hermann Weinbuch      | Martin Schartel          | Hubert Schwarz            |
| 1980  | Örnsköldsvik     | Hubert Schwarz        | Sergueï Orljanski        | Lothar Hopf               |
| 1981  | Schonach         | Bernd Blechschmidt    | Sergueï Shorikov         | Thomas Müller             |
| 1982  | Murau            | Knut Leo Abrahamsen   | Andrej Simanov           | Sergueï Bondar            |
| 1983  | Kuopio           | Heiko Hunger          | Geir Andersen            | Oliver Warg               |
| 1984  | Trondheim        | Geir Andersen         | John Riiber              | Klaus Sulzenbacher        |
| 1985  | Randa            | Sergueï Nikiforov     | Hans-Peter Pohl          | Jyri Pelkonen             |
| 1986  | Lake Placid      | Andrej Dundukov       | Günther Csar             | František Repka           |
| 1987  | Asiago           | Thomas Prenzel        | Trond-Arne Bredesen      | Marko Frank               |
| 1988  | Saalfelden       | Radomír Skopek        | Francis Repellin         | Bård Jørgen Elden         |
| 1989  | Vang             | Trond Einar Elden     | Francis Repellin         | Ago Markvardt             |
| 1990  | Štrbské Pleso    | Trond Einar Elden     | Falk Schwaar             | Christophe Borello        |
| 1991  | Reit im Winkl    | Milan Kučera          | Jiri Hradil              | Markus Wüst               |
| 1992  | Vuokatti         | Halldor Skard         | Teemu Summanen           | Jens Deimel               |
| 1993  | Harrachov        | Knut Borge Andersen   | Christoph Eugen          | Gard Myhre                |
| 1994  | Breitenwang      | Mario Stecher         | Milan Kučera             | Tapio Nurmela             |
| 1995  | Gällivare        | Hannu Manninen        | Mario Stecher            | Felix Gottwald            |
| 1996  | Asiago           | Todd Lodwick          | Hannu Manninen           | Felix Gottwald            |
| 1997  | Canmore          | Roman Perko           | Andreas Hartmann         | Ludovic Roux              |
| 1998  | Saint-Moritz     | Hannu Manninen        | Samppa Lajunen           | David Kreiner             |
| 1999  | Saalfelden       | Samppa Lajunen        | Jouni Kaitainen          | Andreas Hartmann          |
| 2000  | Štrbské Pleso    | Alexeï Zvetkov        | Marco Baacke             | Kevin Arnould             |
| 2001  | Karpacz          | Norihito Kobayashi    | Jaakko Tallus            | David Kreiner             |
| 2002  | Schonach         | Björn Kircheisen      | Alex Glueck              | Nathan Gerhart            |
| 2003  | Sollefteå        | Björn Kircheisen      | Sébastien Lacroix        | Petter Tande              |
| 2004  | Stryn            | Petter Tande          | Tino Edelmann            | David Zauner              |
| 2005  | Rovaniemi        | Petter Tande          | Tino Edelmann            | Anssi Koivuranta          |
| 2006  | Kranj            | François Braud        | Tom Beetz                | Miroslav Dvorak           |
| 2007  | Tarvisio         | Anssi Koivuranta      | Marco Pichlmayer         | Alfred Rainer             |
| 2008  | Zakopane         | Alessandro Pittin     | Tomaz Druml              | Janne Ryynaenen           |
| 2009  | Štrbské Pleso    | Alessandro Pittin     | Johannes Rydzek          | Ole Christian Wendel      |
| 2010  | Hinterzarten     | Ole Christian Wendel  | Janis Morweiser          | Gudmund Storlien          |
| 2011  | Otepää           | Johannes Rydzek       | Marjan Jelenko           | Kaarel Nurmsalu           |
| 2012  | Erzurum          | Mattia Runggaldier    | Manuel Faisst            | Michael Schuller (de)     |
| 2013  | Liberec          | Manuel Faisst         | David Welde              | Han Hendrik Piho          |
| 2014  | Val di Fiemme    | Philipp Orter         | Ilkka Herola             | David Welde               |
| 2015  | Almaty           | Jarl Magnus Riiber    | Paul Gerstgraser         | Jakob Lange               |
| 2016  | Râșnov           | Bernhard Flaschberger | Vinzenz Geiger           | Terence Weber             |
| 2017  | Park City        | Arttu Mäkiaho         | Mika Vermeulen           | Martin Hahn               |
| 2018  | Kandersteg       | Ondřej Pažout         | Einar Lurås Oftebro      | Ben Loomis                |
| 2019  | Lahti            | Johannes Lamparter    | Julian Schmid            | Andreas Skoglund          |
| 2020  | Oberwiesenthal   | Jens Lurås Oftebro    | Johannes Lamparter       | Gaël Blondeau             |
| 2021  | Lahti            | Johannes Lamparter    | Matteo Baud              | Stefan Rettenegger        |
| 2022  | Zakopane         | Stefan Rettenegger    | Perttu Reponen (de)      | Tristan Sommerfeldt       |

##### Sprint de 2000 à 2008 (5km, sauf7,5kmen 2004)
| Année | Site          | Médaille d'or, monde | Médaille d'argent, monde | Médaille de bronze, monde |
| 2000  | Štrbské Pleso | Petter Kukkonen      | Marco Baacke             | David Kreiner             |
| 2001  | Karpacz       | David Kreiner        | Jaakko Tallus            | Norihito Kobayashi        |
| 2002  | Schonach      | Épreuve annulée      | Épreuve annulée          | Épreuve annulée           |
| 2003  | Schonach      | Björn Kircheisen     | David Zauner             | Petter Tande              |
| 2004  | Stryn         | Petter Tande         | Tino Edelmann            | Anssi Koivuranta          |
| 2005  | Rovaniemi     | Petter Tande         | Florian Schillinger      | Tino Edelmann             |
| 2006  | Kranj         | Tom Beetz            | Akito Watabe             | Miroslav Dvorak           |
| 2007  | Tarvisio      | Eric Frenzel         | Anssi Koivuranta         | Alfred Rainer             |
| 2008  | Zakopane      | Tomaz Druml          | Tommy Schmid             | Alessandro Pittin         |

##### Gundersen (5km) depuis 2009
| Année | Site          | Médaille d'or, monde | Médaille d'argent, monde | Médaille de bronze, monde |
| 2009  | Štrbské Pleso | Alessandro Pittin    | Gudmund Storlien         | Fabian Riessle            |
| 2010  | Hinterzarten  | Junshiro Kobayashi   | Marjan Jelenko           | Janis Morweiser           |
| 2011  | Otepää        | Marjan Jelenko       | Johannes Rydzek          | Kaarel Nurmsalu           |
| 2012  | Erzurum       | Øystein Granbu Lien  | Ilkka Herola             | Espen Andersen            |
| 2013  | Liberec       | Manuel Faißt         | Théo Hannon              | Kristjan Ilves            |
| 2014  | Val di Fiemme | Philipp Orter        | David Welde              | Martin Fritz              |
| 2015  | Almaty        | Jarl Magnus Riiber   | Jakob Lange              | Kristjan Ilves            |
| 2016  | Râșnov        | Tomáš Portyk         | Terence Weber            | Kristjan Ilves            |
| 2017  | Park City     | Vinzenz Geiger       | Arttu Mäkiaho            | Laurent Muhlethaler       |
| 2018  | Kandersteg    | Vid Vrhovnik         | Dominik Terzer           | Jan Vytrval               |
| 2019  | Lahti         | Julian Schmid        | Johannes Lamparter       | Jens Lurås Oftebro        |

#### Palmarès par équipes, depuis 1984
| Année | Site           | Médaille d'or, monde                                                                                   | Médaille d'argent, monde                                                                         | Médaille de bronze, monde                                                                            |
| 1984  | Trondheim      | Allemagne de l'Est - Wagler - Heiko Hunger - Silvio Memm                                               | Norvège - Selbekk - John Riiber - Trond-Arne Bredesen                                            | Union soviétique - Terentjev - Allar Levandi - Sergueï Savialov                                      |
| 1985  | Randa          | Union soviétique - Allar Levandi - Sergueï Nikiforov - Sergueï Savialov                                | Norvège - John Riiber - Trond-Arne Bredesen - Geir Andersen                                      | Tchécoslovaquie - Pitonak - František Repka - Michal Pustejowski                                     |
| 1986  | Lake Placid    | Norvège - Trond-Arne Bredesen - Arne Orderløkken - J. Andersen                                         | Union soviétique - Vassili Savin - Andreï Dundukov - Sergueï Nikiforov                           | Allemagne de l'Ouest - Roland Schmidt - Thomas Donaubauer - Udo Laber                                |
| 1987  | Asiago         | Allemagne de l'Est - Thomas Abratis - Marko Frank - Thomas Prenzel                                     | Norvège - Trond-Arne Bredesen - J. Andersen - Bård Jørgen Elden                                  | Tchécoslovaquie - Patras - Michal Pustejowski - František Repka                                      |
| 1988  | Saalfelden     | Norvège - Trond Einar Elden - Bård Jørgen Elden - J. Andersen                                          | Tchécoslovaquie - Radomír Skopek - František Maka - Michal Pustejowski                           | Union soviétique - Ago Markvardt - Vassili Sarafanov - Azarkin                                       |
| 1989  | Vang           | Norvège - Frode Moen - Fred Børre Lundberg - Trond Einar Elden                                         | France - Jean-Pierre Bohard - Xavier Girard - Francis Repellin                                   | Union soviétique - Ago Markvardt - Erkhaler - Sergueï Schwagirev                                     |
| 1990  | Štrbské Pleso  | Norvège - Halldor Skard - Bjarte Engen Vik - Trond Einar Elden                                         | Tchécoslovaquie - Milan Kučera - Jiri Hradil - David Šojat                                       | Allemagne de l'Est - Enrico Heisig - Falk Schwaar - Falk Weber                                       |
| 1991  | Reit im Winkl  | Tchécoslovaquie - Milan Kučera - Zbyněk Pánek - Jiri Hradil                                            | Norvège - Henrik Brørs (pl) - E. Chiodera - Halldor Skard                                        | Union soviétique - Valeri Stoliarov - Gluchov - Alexeï Gachuokov                                     |
| 1992  | Vuokatti       | Norvège - Glenn Skram - Thomas Vesteraas - Halldor Skard                                               | Allemagne - Jens Deimel - Christian Dold - Christoph Braun                                       | France - Jérôme Ziglioli - Étienne Gouy - Frédéric Baud                                              |
| 1993  | Harrachov      | Norvège - Knut Borge Andersen - Gard Myhre - Halldor Skard                                             | Autriche - Jürgen Bär - Christoph Eugen - Felix Gottwald                                         | Allemagne - Christoph Braun - Sepp Buchner - Markus Görtz                                            |
| 1994  | Breitenwang    | Norvège - Kenneth Braaten - Jermund Lunder - Glenn Skram                                               | Finlande - Topi Sarparanta - Simo Jaeaeskelainen - Hannu Manninen                                | Autriche - Christoph Eugen - Mario Stecher - Felix Gottwald                                          |
| 1995  | Gällivare      | Autriche - Jürgen Bär - Felix Gottwald - Mario Stecher                                                 | Tchéquie - Marek Fiurášek (en) - Ladislav Rygl - Petr Šmejc (cs)                                 | Norvège - Jacob Gunnes - Kristian Hammer - Jermund Lunder                                            |
| 1996  | Asiago         | Norvège - Sverre Rotevatn - Preben Fjære Brynemo - Kristian Hammer                                     | France - Ludovic Roux - Jean-Marc Mougel - Nicolas Bal                                           | Slovénie - Igor Cuznar - Rolando Kaligaro - Roman Perko                                              |
| 1997  | Canmore        | France - Ludovic Roux - Rémy Trachsel - Nicolas Bal                                                    | Allemagne - Jens Gaiser - Georg Hettich - Ronny Ackermann                                        | Autriche - Michael Gruber - David Kreiner - Christoph Bieler                                         |
| 1998  | Saint-Moritz   | Finlande - Mikko Keskinarkaus - Jaakko Tallus - Samppa Lajunen - Hannu Manninen                        | Slovénie - Gorazd Robnik - Jure Kosmac - Marko Šimić - Igor Cuznar                               | Suisse - Christoph Engel - Lucas Vonlanthen - Roger Kamber - Andreas Hartmann                        |
| 1999  | Saalfelden     | États-Unis - Carl Van Loan - Johnny Spillane - Jed Hinkley - Bill Demong                               | Suisse - Ronny Heer - Pascal Meinherz - Lucas Vonlanthen - Andreas Hartmann                      | France - Kevin Arnould - Julien Marchandise - Baptiste Rousset - Ludovic Roux                        |
| 2000  | Štrbské Pleso  | Finlande - Jaakko Tallus - Petter Kukkonen - Jari Hiukka - Jouni Kaitainen                             | États-Unis - John Spillane - Bill Demong - Jed Hinkley - Carl Van Loan                           | Autriche - David Kreiner - Florian Aichinger - Bernhard Gruber - Wilhelm Denifl                      |
| 2001  | Karpacz        | Allemagne - Matthias Mehringer - Marc Frey - Björn Kircheisen - Matthias Menz                          | Finlande - Ville Suikkanen - Petter Kukkonen - Jaakko Tallus - Jari Hiukka                       | Slovénie - Gregor Verbajs - Andrej Jezeršek - Anze Brankovic - Marko Šimić                           |
| 2002  | Schonach       | Allemagne - Florian Schillinger - Tino Edelmann - Christian Beetz - Björn Kircheisen                   | France - Maxime Laheurte - Mathieu Martinez - François Braud - Sébastien Lacroix                 | Norvège - Jo-Wesche Fossheim - Magnus Moan - Mathias Østvik - Petter Tande                           |
| 2003  | Stryn          | Allemagne - Christian Beetz - Marco Kuehne - Tino Edelmann - Björn Kircheisen                          | Norvège - Magnus Moan - Petter Tande - Jon-Richard Rundsveen - Mikko Kokslien                    | France - Maxime Laheurte - Sébastien Lacroix - François Braud - Jason Lamy-Chappuis                  |
| 2004  | Stryn          | Norvège - Einar Uvsløkk - Mikko Kokslien - Jon-Richard Rundsveen - Petter Tande                        | Allemagne - Christian Ulmer - Christian Beetz - Florian Schillinger - Tino Edelmann              | Autriche - Michael Palli - Lukas Klapfer - Benjamin Kreiner - David Zauner                           |
| 2005  | Rovaniemi      | Allemagne - Steffen Tepel - Tom Beetz - Florian Schillinger - Tino Edelmann                            | France - Maxime Boillot - Maxime Laheurte - François Braud - Jason Lamy-Chappuis                 | Tchéquie - Martin Skopek - Petr Kutal - Miroslav Dvorak - Aleš Vodseďálek                            |
| 2006  | Kranj          | Allemagne - Toni Englert - Ruben Welde - Stefan Tuss - Tom Beetz                                       | Autriche - Tomaz Druml - Tobias Kammerlander - Marco Pichlmayer - Alfred Rainer                  | Norvège - Jonas Nermoen - Joakim Klaussen Aakvik - Torkild Rasmussen Aam - Thomas Kjelbotn           |
| 2007  | Tarvisio       | Autriche - Marco Pichlmayer - Johannes Weiss - Tomaz Druml - Alfred Rainer                             | Allemagne - Sebastian Reuschel - Stefan Tuss - Ruben Welde - Eric Frenzel                        | Norvège - Magnus Krog - Ole Martin Storlien - Glenn Arne Solli - Peder Sandell                       |
| 2008  | Zakopane       | Allemagne - Wolfgang Bösl - Markus Förster (pl) - Andreas Günter - Stefan Tuss                         | Autriche - Dominik Dier - Johannes Weiss - Robert Hauser (de) - Tomaz Druml                      | Norvège - Ole Christian Wendel - Truls Sønstehagen Johansen - Per Sannes Heger - Ole Martin Storlien |
| 2009  | Štrbské Pleso  | Norvège - Thorbjørn Brandt (pl) - Ole Christian Wendel - Gudmund Storlien - Truls Sønstehagen Johansen | France - Geoffrey Lafarge - Wilfried Cailleau - Samuel Guy - Nicolas Martin                      | Allemagne - Fabian Rießle - Michael Dünkel - Wolfgang Bösl - Johannes Rydzek                         |
| 2010  | Hinterzarten   | Allemagne - Fabian Rießle - Johannes Rydzek - Janis Morweiser - Johannes Firn                          | Norvège - Ole Christian Wendel - Gudmund Storlien - Joergen Graabak - Truls Sønstehagen Johansen | Slovénie - Gasper Berlot - Matic Plaznik - Jože Kamenik - Marjan Jelenko                             |
| 2011  | Otepää         | Épreuve annulée                                                                                        | Épreuve annulée                                                                                  | Épreuve annulée                                                                                      |
| 2012  | Erzurum        | Autriche- David Pommer - Franz-Josef Rehrl - Alexander Brandner - Philipp Orter                        | Italie - Samuel Costa - Roberto Tomio - Manuel Maierhofer - Mattia Runggaldier                   | Allemagne - Christian Arlt - Tobias Simon - Michael Schuller - Manuel Faißt                          |
| 2013  | Liberec        | Allemagne- Michael Schuller (de) - Jakob Lange - David Welde - Manuel Faißt                            | Autriche- Franz-Josef Rehrl - Paul Gerstgraser - Thomas Jöbstl - Philipp Orter                   | Japon- Go Yamamoto - Go Sonehara - Shota Horigome - Takehiro Watanabe                                |
| 2014  | Val di Fiemme  | Autriche- Bernhard Flaschberger - Martin Fritz - Fabian Steindl - Philipp Orter                        | Allemagne- Dominik Schwaar - Terence Weber - Jakob Lange - David Welde                           | Norvège- Sindre Pettersen - Jarl Magnus Riiber - Sigmund Kielland - Emil Vilhelmsen                  |
| 2015  | Almaty         | Autriche- Thomas Jöbstl - Bernhard Flaschberger - Noa Mraz - Paul Gerstgraser                          | Allemagne- Philip Mauersberger - Terence Weber - Paul Hanf - Jakob Lange                         | Norvège- Simen Tiller - Harald Johnas Riiber - Jarl Magnus Riiber - Lars Buraas                      |
| 2016  | Râșnov         | Autriche- Florian Dagn - Noa Mraz - Samuel Mraz - Bernhard Flaschberger                                | Allemagne- Martin Hahn - Tim Kopp - Terence Weber - Vinzenz Geiger                               | Finlande- Wille Karhumaa - Atte Korhonen - Mikko Hulkko - Eero Hirvonen                              |
| 2017  | Park City      | Autriche- Samuel Mraz - Marc Luis Rainer - Florian Dagn - Mika Vermeulen                               | France - Lilian Vaxelaire - Laurent Muhlethaler - Theo Rochat - Mael Tyrode                      | Tchéquie - Ondrej Pazout - David Zemek - Jan Vytrval - Lukáš Daněk                                   |
| 2018  | Kandersteg     | Autriche - Johannes Lamparter - Florian Dagn - Dominik Terzer - Mika Vermeulen                         | Allemagne - Tim Kopp - Luis Lehnert - Constantin Schnurr - Julian Schmid                         | Norvège - Jens Lurås Oftebro - Simen Kvarstad - Andreas Skoglund - Einar Lurås Oftebro               |
| 2019  | Lahti          | Allemagne- Luis Lehnert - Simon Hüttel - David Mach - Julian Schmid                                    | Norvège- Aleksander Skoglund - Kasper Moen Flatla - Jens Lurås Oftebro - Andreas Skoglund        | Autriche- Florian Dagn - Max Teeling - Johannes Lamparter - Marc Luis Rainer                         |
| 2020  | Oberwiesenthal | Autriche - Stefan Rettenegger - Thomas Rettenegger - Johannes Lamparter - Fabio Obermeyr               | France - Maël Tyrode - Edgar Vallet - Matteo Baud - Gaël Blondeau                                | Norvège - Emil Ottesen - Marius Solvik - Sebastian Østvold - Andreas Skoglund                        |
| 2022  | Zakopane       | Finlande - Waltteri Karhumaa - Arsi Tietäväinen - Eelis Meriläinen - Perttu Reponen                    | Norvège - Torje Seljeset - Per Einar Skjæret Strømhaug - Sebastian Østvold - Eidar Johan Strøm   | Autriche - Kilian Gütl - Severin Reiter - Paul Walcher - Stefan Rettenegger                          |